# Campeonato Reina de Reinas de AAA
El Campeonato Reina de Reinas de AAA (AAA Reina de Reinas Championship en inglés) es un campeonato femenino de lucha libre profesional dentro de la Lucha Libre AAA Worldwide. El campeonato fue creado el 19 de febrero de 1999, teniendo como primera campeona a Xóchitl Hamada. La campeona actual es Lady Flammer, quien se encuentra en su primer reinado.
Es el campeonato femenino de mayor antigüedad dentro de la compañía y el único en actividad, presentándose como el de mayor prestigio. Los combates por el campeonato suelen ser el parte de los eventos pago por visión (PPV) de la empresa — incluido Triplemanía, el evento más importante de la AAA. Este título es exclusivo para la división femenina de AAA, a la cual se denomina "Reinas del Ring". 
Desde la creación del campeonato hasta febrero de 1999, fue el único campeonato femenino de la compañía, hasta la creación del Campeonato Mundial en Parejas Mixto de AAA. Dicho campeonato sigue utilizando hasta la fecha, por lo que desde entonces, ha sido nuevamente el único campeonato femenino dentro de la AAA.

## Historia
La liga ha existido desde 1999 y es el único dedicado a la sección femenina usada en AAA. Hasta que fue un campeonato luchó con regularidad, pero también el trofeo de un torneo donde el ganador fue coronada "Reina de Reinas". 
El 31 de julio de 2011 fue conquistado y en manos de un hombre (Pimpinela Escarlata) que ganó un combate de lucha libre entre siete mujeres. 
A finales del 2012 se jugó un nuevo torneo de Reina de Reinas 2012 en Tokio, Japón, que fue ganado por Sexy Star.
El 1 de julio de 2017 a través de LuchaLibreAAA.com, anunció que el campeonato se encontraba vacante. En el anuncio oficial realizado por la promoción no se dieron a conocer los detalles de porque se tomó dicha decisión, pero el 17 de julio, Sexy Star derrotó Faby Apache, Lady Shani, Goya Kong, La Hiedra y Big Mami para coronarse como campeona. Tras concluir el combate, a través de Twitter, Taya anunció su salida de la empresa.

## Campeonas
El Campeonato Reina de Reinas de AAA es un título terciario de la empresa, creado en 1999 en un torneo femenil. Desde entonces, ha habido 17 distintos campeonas oficiales, repartidas en 30 reinados en total. Además, el campeonato ha sido declarado vacante en seis ocasiones a lo largo de su historia. Taya Valkyrie, Tessa Blanchard y Deonna Purrazzo son las tres luchadoras no mexicanas que han ostentado el título.
El reinado más largo en la historia del canmpeonato le pertenece a Taya Valkyrie, quien mantuvo el título por 945 días en su primer reinado. Por otro lado, Ayako Hamada posee el reinado más corto, con 33 días.
En cuanto a los días en total como campeona (un acumulado entre la suma de todos los días de los reinados individuales de cada luchadora), Taya Valkyrie también posee el primer lugar, con 2020 días en cuatro reinados. Le siguen Faby Apache (1460 días en cuatro reinados), Tiffany (1131 días en 3 reinados), Sexy Star (803 días en 3 reinados) y Lady Apache (756 días en 2 reinados). Asimismo, 7 luchadoras, en 11 oportunidades, han superado el año de duración de sus reinados: Lady Apache (371 y 385 días), Miss Janeth (400 días), Tiffany (430 días), Faby Apache (486 y 518 días), Sexy Star (431 días), Taya Valkyrie (945, 528 y 476 días) y Lady Flammer (738+ días).
La campeona más joven en la historia es Keyra, quien a los 23 años derrotó a Lady Shani y Chik Tormenta en Verano de Escándalo en 2019. En contraparte, la campeona más vieja es Pimpinela Escarlata, quien a los 48 años derrotó a Mari Apache en la edición del 14 de agosto de 2010 en Verano de Escándalo. En cuanto al peso de las campeonas, Pimpinela Escarlata es la más pesada, con 86 kilogramos, mientras que Tessa Blanchard es la más liviana, con 57 kilogramos.
Por último, Faby Apache y Taya Valkyrie son las luchadoras con más reinados, con 4 cada una, seguidas por Tiffany y Sexy Star, con 3; y Lady Apache, Esther Moreno, Martha Villalobos y Lady Shani, con 2.

### Campeona actual
La campeona actual es Lady Flammer, quien se encuentra en su primer reinado. Flammer ganó el título tras derrotar a la excampeona Taya Valkyrie el 12 de agosto de 2023 en Triplemanía XXXI: Ciudad de México.
Flammer registra hasta el 19 de agosto de 2025 las siguientes defensas:
1. vs. Faby Apache (17 de agosto de 2024, Triplemanía XXXII)
2. vs. Dalys (23 de marzo de 2025, Rey de Reyes)
3. vs. Dalys vs. Lady Shani (15 de junio de 2025, Triplemanía Regia)
4. vs. Faby Apache vs. Natalya (16 de agosto de 2025, Triplemanía XXXIII)

### Lista de campeonas
| N.º | Campeona            | Lucha                    | Lucha                              | Lucha                            | Estadísticas | Estadísticas | Notas y referencias |
| N.º | Campeona            | Fecha                    | Evento                             | Ubicación                        | Reinado      | Días         | Notas y referencias |
| --- | ------------------- | ------------------------ | ---------------------------------- | -------------------------------- | ------------ | ------------ | --- |
| 1   | Xóchitl Hamada      | 19 de febrero de 1999    | Reina De Reinas 1999               | Puebla, Puebla                   | 1            | 229          | Derrotó a Miss Janeth, Rossy Moreno y Esther Moreno. |
| 2   | Esther Moreno       | 6 de octubre de 1999     | House Show                         | San Luis Potosí, San Luis Potosí | 1            | 137          | [ 2 ] |
| —   | Vacante             | —                        | —                                  | —                                | —            | —            | Debido a una lesión de Moreno. |
| 3   | Rossy Moreno        | 20 de febrero de 2000    | Reina de Reinas 2000               | Morelia, Michoacán               | 1            | 363          | Derrotó a Xóchitl Hamada, Martha Villalobos y Miss Janeth en un Fatal Four-Way. |
| 4   | Lady Apache         | 17 de febrero de 2001    | Reina de Reinas 2001               | Veracruz, Veracruz               | 1            | 371          | Derrotó a Miss Janeth, Tiffany y Alda Moreno. |
| 5   | Esther Moreno       | 23 de febrero de 2002    | Reina de Reinas 2002               | Veracruz, Veracruz               | 2            | 70           | Derrotó a Miss Janeth, Martha Villalobos y Lady Apache. |
| 6   | Martha Villalobos   | 4 de mayo de 2002        | House Show                         | Reynosa, Tamaulipas              | 1            | 295          | [ 6 ] |
| —   | Vacante             | 23 de febrero de 2003    | —                                  | —                                | —            | —            | Se desconoce el motivo de Villalobos. |
| 7   | Martha Villalobos   | 23 de febrero de 2003    | House Show                         | —                                | 2            | N/A          | [ 7 ] |
| 8   | Tiffany             | marzo de 2003            | Reina de Reinas 2003               | —                                | 1            | 338          | Derrotó a Lady Apache en la final de un torneo. |
| 9   | Lady Apache         | 1 de febrero de 2004     | House Show                         | Zapopan, Jalisco                 | 2            | 385          | [ 9 ] |
| 10  | Tiffany             | 20 de febrero de 2005    | Reina de Reinas 2005               | Ciudad de México                 | 2            | 365          | [ 10 ] |
| 11  | Miss Janeth         | 18 de febrero de 2006    | Reina de Reinas 2006               | Orizaba, Veracruz                | 1            | 400          | Derrotó a La Diabólica, Cynthia Moreno y Martha Villalobos. |
| 12  | Tiffany             | 25 de marzo de 2007      | Reina de Reinas 2007               | Hidalgo                          | 3            | 430          | [ 12 ] |
| 13  | Faby Apache         | 28 de mayo de 2008       | Reina de Reinas 2008               | Morelia, Michoacán               | 1            | 486          | [ 13 ] |
| 14  | Sexy Star           | 26 de septiembre de 2009 | Héroes Inmortales III              | Monterrey, Nuevo León            | 1            | 322          | [ 14 ] |
| 15  | Mari Apache         | 14 de agosto de 2010     | Verano de Escándalo                | Orizaba, Veracruz                | 1            | 351          | El Campeonato Mundial en Parejas Mixto de AAA también estuvo en juego donde derrotó a Sexy Star, Alex Koslov & Christina Von Eerie acompañados de Aero Star y Faby Apache.                           |
| 16  | Pimpinela Escarlata | 31 de julio de 2011      | Verano de Escándalo                | Guadalajara, Jalisco             | 1            | 138          | Derrotó a Cynthia Moreno, Faby Apache, Sexy Star, Lolita, Jennifer Blake y Mickie James en un Fatal Eight-Way Elimination match. Es el primer y único campeón transformista que ha ganado el título. |
| 17  | Sexy Star           | 16 de diciembre de 2011  | Guerra de Titanes                  | Puebla, Puebla                   | 2            | 431          | [ 17 ] |
| —   | Vacante             | 19 de febrero de 2013    | —                                  | —                                | —            | —            | Debido a que Star renunció por razones desconocidas. |
| 18  | Faby Apache         | 17 de marzo de 2013      | Rey de Reyes                       | Monterrey, Nuevo León            | 2            | 518          | Derrotó a LuFisto, Mari Apache y Taya en un Fatal Four-Way Elimination match. |
| 19  | Taya                | 17 de agosto de 2014     | Triplemanía XXII                   | Ciudad de México                 | 1            | 945          | Este es el reinado más largo de la historia del campeonato. |
| 20  | Ayako Hamada        | 19 de marzo de 2017      | Rey de Reyes                       | Monterrey, Nuevo León            | 1            | 33           | Este es el reinado más corto de la historia del campeonato. |
| 21  | Taya                | 21 de abril de 2017      | Lucha Libre AAA Worldwide          | Tijuana, Baja California         | 2            | 71           | Fue un No Disqualification match. |
| —   | Vacante             | 1 de julio de 2017       | —                                  | —                                | —            | —            | Por decisión del gerente general de AAA, Vampiro. Taya estuvo involucrado en la controversia con AAA, lo que llevó abandonar la empresa.                                                             |
| 22  | Sexy Star           | 16 de julio de 2017      | Lucha Libre AAA Worldwide          | Monterrey, Nuevo León            | 3            | 50           | Derrotó a Faby Apache, Lady Shani, Goya Kong, La Hiedra y Big Mami por el campeonato vacante. |
| —   | Vacante             | 4 de septiembre de 2017  | —                                  | —                                | —            | —            | Debido a que Star lesionó legitimamente a Rosemary después de su combate en Triplemanía XXV de manera anti–profesional.                                                                              |
| 23  | Lady Shani          | 1 de octubre de 2017     | Héroes Inmortales XI               | San Luis Potosí, San Luis Potosí | 1            | 117          | Derrotó a Ayako Hamada por el campeonato vacante. |
| 24  | Faby Apache         | 26 de enero de 2018      | Guerra de Titanes (Parte 1)        | Ciudad de México                 | 3            | 310          | [ 24 ] |
| 25  | Lady Shani          | 2 de diciembre de 2018   | Guerra de Titanes (Parte 2)        | Aguascalientes, Aguascalientes   | 2            | 196          | Derrotó a Faby Apache, La Hiedra y Scarlett Bordeaux. |
| 26  | Keyra               | 16 de junio de 2019      | Verano de Escándalo                | Mérida, Yucatán                  | 1            | 48           | Derrotó a Chik Tormenta y Lady Shani. |
| —   | Vacante             | 3 de agosto de 2019      | Triplemanía XXVII                  | Ciudad de México                 | —            | —            | Debido una lesión en la rodilla de Keyra. |
| 27  | Tessa Blanchard     | 3 de agosto de 2019      | Triplemanía XXVII                  | Ciudad de México                 | 1            | 43           | Derrotó a Ayako Hamada, Chik Tormenta, Faby Apache, La Hiedra y Taya en un Tables, Ladders & Chairs Match por el campeonato vacante.                                                                 |
| 28  | Taya Valkyrie       | 15 de septiembre de 2019 | Lucha Invades NY                   | Nueva York, Nueva York           | 3            | 528          | Taya Valkyrie fue conocida anteriormente como Taya. |
| —   | Vacante             | 24 de febrero de 2021    | —                                  | —                                | —            | —            | Debido a que Valkyrie firmó con la WWE. |
| 29  | Faby Apache         | 1 de mayo de 2021        | Rey de Reyes                       | San Pedro Cholula, Puebla        | 4            | 146          | Derrotó a Chik Tormenta, Flammer, Lady Shani, Lady Maravilla y Sexy Star II por el título vacante.                                                                                                   |
| 30  | Deonna Purrazzo     | 14 de agosto de 2021     | Triplemanía XXIX                   | Ciudad de México                 | 1            | 252          | Fue un Winner Takes All Match, donde el Campeonato Knockouts de Impact de Purrazzo también estuvo en juego.                                                                                          |
| 31  | Taya Valkyrie       | 23 de abril de 2022      | Rebellion                          | Poughkeepsie, Nueva York         | 4            | 476          | [ 31 ] |
| 32  | Lady Flammer        | 12 de agosto de 2023     | Triplemanía XXXI: Ciudad de México | Ciudad de México                 | 1            | 738+         | [ 32 ] |

### Total de días con el título
La siguiente lista muestra el total de días que una luchadora ha poseído el campeonato, si se suman todos los reinados que posee. A la fecha del 19 de agosto de 2025.
| + | Indica el campeón actual |

| N.º | Luchadora           | Reinados | Total de días |
| --- | ------------------- | -------- | ------------- |
| 1   | Taya/Taya Valkyrie  | 4        | 2020          |
| 2   | Faby Apache         | 4        | 1460          |
| 3   | Tiffany             | 3        | 1131          |
| 4   | Sexy Star           | 3        | 803           |
| 5   | Lady Apache         | 2        | 756           |
| 6   | Lady Flammer        | 1        | 738+          |
| 7   | Miss Janeth         | 1        | 400           |
| 8   | Rossy Moreno        | 1        | 363           |
| 9   | Mari Apache         | 1        | 351           |
| 10  | Lady Shani          | 2        | 313           |
| 11  | Martha Villalobos   | 2        | 295           |
| 12  | Deonna Purrazzo     | 1        | 252           |
| 13  | Xóchitl Hamada      | 1        | 229           |
| 14  | Esther Moreno       | 2        | 207           |
| 15  | Pimpinela Escarlata | 1        | 138           |
| 16  | Keyra               | 1        | 48            |
| 17  | Tessa Blanchard     | 1        | 43            |
| 18  | Ayako Hamada        | 1        | 33            |

### Mayor cantidad de reinados
| Reinados | Luchadora (s)                                             |
| -------- | --------------------------------------------------------- |
| 4 veces  | Faby Apache, Taya/Taya Valkyrie                           |
| 3 veces  | Tiffany, Sexy Star                                        |
| 2 veces  | Lady Apache, Esther Moreno, Martha Villalobos, Lady Shani |